# Mesoligia albicans
Mesoligia albicans är en fjärilsart som beskrevs av Tutt 1891. Mesoligia albicans ingår i släktet Mesoligia och familjen nattflyn. Inga underarter finns listade i Catalogue of Life.